# Konklawe 1591
Konklawe 27–29 października 1591 – konklawe, które wybrało Innocentego IX na następcę Grzegorza XIV.

## Śmierć Grzegorza XIV
Papież Grzegorz XIV zmarł 16 października 1591 w wieku 56 lat po niespełna rocznym pontyfikacie. Oznaczało to trzeci w ciągu zaledwie 14 miesięcy wakat na Stolicy Apostolskiej.

## Lista uczestników
W konklawe wzięło udział 56 z 65 żyjących kardynałów:
- Alfonso Gesualdo (nominacja 26 lutego 1561) – kardynał biskup Ostia e Velletri; dziekan Świętego Kolegium Kardynałów; prefekt Świętej Kongregacji ds. Obrzędów i Ceremonii
- Innico d’Avalos d’Aragona OSIacobis (26 lutego 1561) – kardynał biskup Porto e Santa Rufina; subdziekan Świętego Kolegium Kardynałów
- Marco Antonio Colonna (12 marca 1565) – kardynał biskup Palestriny; prefekt Świętej Kongregacji Indeksu; bibliotekarz Świętego Kościoła Rzymskiego; przewodniczący komisji ds. rewizji Wulgaty; komendatariusz opactwa terytorialnego Subiaco
- Tolomeo Gallio (12 marca 1565) – kardynał biskup Frascati
- Gabriele Paleotti (12 marca 1565) – kardynał biskup Sabiny; arcybiskup Bolonii
- Michele Bonelli OP (6 marca 1566) – kardynał biskup Albano; prefekt Świętej Kongregacji ds. Zakonników; protektor Sabaudii; wielki przeor zakonu joannitów w Rzymie; komendatariusz opactwa terytorialnego Chiusa di S Michele
- Markus Sitticus von Hohenems (26 lutego 1561) – kardynał prezbiter S. Maria in Trastevere; protoprezbiter Świętego Kolegium Kardynałów
- Ludovico Madruzzo (26 lutego 1561) – kardynał prezbiter S. Lorenzo in Lucina; biskup Trydentu; protektor Rzeszy Niemieckiej
- Giulio Antonio Santori (17 maja 1570) – kardynał prezbiter S. Bartolomeo all’Isola; sekretarz Świętej Kongregacji Rzymskiej i Powszechnej Inkwizycji; arcybiskup Santa Severina
- Girolamo Rusticucci (17 maja 1570) – kardynał prezbiter S. Susanna; wikariusz generalny diecezji rzymskiej; kamerling Świętego Kolegium Kardynałów
- Nicolas de Pellevé (17 maja 1570) – kardynał prezbiter S. Prassede; prefekt Świętej Kongregacji ds. Biskupów; arcybiskup Sens i Reims
- Girolamo Simoncelli (22 grudnia 1553) – kardynał prezbiter S. Prisca; administrator diecezji Orvieto
- Pedro de Deza (21 lutego 1578) – kardynał prezbiter S. Girolamo degli Schiavoni
- Giovan Antonio Facchinetti (12 grudnia 1583) – kardynał prezbiter Ss. IV Coronati
- Alessandro Ottaviano de’ Medici (12 grudnia 1583) – kardynał prezbiter Ss. Giovanni e Paolo; arcybiskup Florencji
- François de Joyeuse (12 grudnia 1583) – kardynał prezbiter SS. Trinita al Monte Pincio; arcybiskup Tuluzy; protektor Francji
- Giulio Canani (12 grudnia 1583) – kardynał prezbiter S. Anastasia; biskup Modeny
- Anton Maria Salviati (12 grudnia 1583) – kardynał prezbiter S. Maria della Pace
- Agostino Valier (12 grudnia 1583) – kardynał prezbiter S. Marco; biskup Werony
- Vincenzo Lauro (12 grudnia 1583) – kardynał prezbiter S. Clemente
- Filippo Spinola (12 grudnia 1583) – kardynał prezbiter S. Sabina
- Jerzy Radziwiłł (12 grudnia 1583) – kardynał prezbiter S. Sisto; biskup Krakowa
- Scipione Lancelotti (12 grudnia 1583) – kardynał prezbiter S. Salvatore in Lauro; prefekt Sygnatury ds. Brewe Apostolskich
- Simeone Tagliavia d’Aragonia (12 grudnia 1583) – kardynał prezbiter S. Maria degli Angeli
- Giovanni Vincenzo Gonzaga OSIoHieros (21 lutego 1578) – kardynał prezbiter S. Alessio
- Enrico Caetani (18 grudnia 1585) – kardynał prezbiter S. Pudenziana; kamerling Świętego Kościoła Rzymskiego
- Giovanni Battista Castrucci (18 grudnia 1585) – kardynał prezbiter S. Maria in Aracoeli; prefekt Najwyższego Trybunału Apostolskiej Sygnatury Sprawiedliwości
- Domenico Pinelli (18 grudnia 1585) – kardynał prezbiter S. Crisogono; archiprezbiter bazyliki liberiańskiej; legat apostolski w Perugii
- Ippolito Aldobrandini (18 grudnia 1585) – kardynał prezbiter S. Pancrazio; penitencjariusz większy; komendatariusz opactwa terytorialnego Tre Fontane
- Girolamo della Rovere (17 grudnia 1586) – kardynał prezbiter S. Pietro in Vincoli; arcybiskup Turynu
- Girolamo Bernerio OP (17 grudnia 1586) – kardynał prezbiter S. Maria sopra Minerva; biskup Ascoli Piceno
- Antonio Maria Gallio (17 grudnia 1586) – kardynał prezbiter S. Agnese in Agone; biskup Osimo
- Costanzo Buttafoco da Sarnano OFMConv (17 grudnia 1586) – kardynał prezbiter S. Pietro in Montorio
- William Allen (7 sierpnia 1587) – kardynał prezbiter Ss. Silvestro a Martino
- Scipione Gonzaga (18 grudnia 1587) – kardynał prezbiter S. Maria del Popolo
- Antonio Maria Sauli (18 grudnia 1587) – kardynał prezbiter S. Stefano al Monte Celio
- Giovanni Evangelista Pallotta (18 grudnia 1587) – kardynał prezbiter S. Mateo in Merulana; archiprezbiter bazyliki watykańskiej
- Juan Hurtado de Mendoza (18 grudnia 1587) – kardynał prezbiter S. Maria Transpontina; protektor Hiszpanii
- Giovanni Francesco Morosini (15 lipca 1588) – kardynał prezbiter S. Maria in Via; biskup Brescii
- Mariano Pierbenedetti (20 grudnia 1589) – kardynał prezbiter Ss. Marcellino e Pietro; jałmużnik papieski
- Gregorio Petrocchini OESA (20 grudnia 1589) – kardynał prezbiter S. Agostino
- Paolo Emilio Sfondrati (19 grudnia 1590) – kardynał prezbiter S. Cecilia; superintendent generalny Stolicy Apostolskiej; gubernator Spoleto; legat apostolski w Bolonii; prefekt Trybunału Apostolskiej Sygnatury Łaski
- Benedetto Giustiniani (17 grudnia 1586) – kardynał prezbiter S. Marcello; legat w Marchii Ankońskiej; prefekt Świętej Kongregacji ds. Drukarni Watykańskiej
- Agostino Cusani (14 grudnia 1588) – kardynał prezbiter S. Lorenzo in Pansiperna
- Francesco Maria Bourbon del Monte (14 grudnia 1588) – kardynał prezbiter Ss. Quirico e Giulitta
- Ottavio Paravicini (6 marca 1591) – kardynał prezbiter S. Giovanni a Porta Latina; biskup Alessandrii
- Andreas von Österreich (19 listopada 1576) – kardynał diakon S. Maria Nuova; protodiakon Świętego Kolegium Kardynałów; biskup Konstancji i Brixen; protektor Austrii
- Francesco Sforza di Santa Fiora (12 grudnia 1583) – kardynał diakon S. Maria in Via Lata; legat apostolski w Romanii
- Alessandro Peretti de Montalto (13 maja 1585) – kardynał diakon S. Lorenzo in Damaso; wicekanclerz Świętego Kościoła Rzymskiego; protektor Polski; komendatariusz opactwa terytorialnego Farfa
- Girolamo Mattei (17 grudnia 1586) – kardynał diakon S. Eustachio; prefekt Świętej Kongregacji ds. Soboru Trydenckiego; komendatariusz opactwa terytorialnego Nonantola
- Ascanio Colonna (17 grudnia 1586) – kardynał diakon S. Maria in Cosmedin; archiprezbiter bazyliki laterańskiej
- Federico Borromeo (18 grudnia 1587) – kardynał diakon S. Nicola in Carcere Tulliano
- Guido Pepoli (20 grudnia 1589) – kardynał diakon Ss. Cosma e Damiano
- Ottavio Acquaviva d’Aragona (6 marca 1591) – kardynał diakon S. Giorgio in Velabro; legat apostolski w Kampanii
- Edward Farnese (6 marca 1591) – kardynał diakon S. Adriano
- Flaminio Piatti (6 marca 1591) – kardynał diakon S. Maria in Domnica

Wśród elektorów było po dwóch Francuzów, Hiszpanów i Niemców, po jednym Angliku (Allen) i Polaku (Radziwiłł) oraz czterdziestu ośmiu Włochów. Pięciu mianował Grzegorz XIV, dwudziestu czterech Sykstus V, piętnastu Grzegorz XIII, czterech Pius V, siedmiu Pius IV, a jednego Juliusz III.

### Nieobecni
Dziewięciu kardynałów (pięciu Francuzów, dwóch Hiszpanów, Węgier i Niemiec):
- Gaspar de Quiroga y Vela (15 grudnia 1578) – kardynał prezbiter S. Balbina; arcybiskup Toledo i prymas Hiszpanii; wielki inkwizytor Hiszpanii
- Albrecht VII Habsburg (3 marca 1577) – kardynał prezbiter S. Croce in Gerusalemme; generalny inkwizytor Portugalii; wicekról Portugalii
- Rodrigo de Castro Osorio (12 grudnia 1583) – kardynał prezbiter Ss. XII Apostoli; arcybiskup Sewilli
- Charles de Bourbon de Vendôme (12 grudnia 1583) – kardynał prezbiter bez tytułu; arcybiskup Rouen
- Philippe de Lénoncourt (17 grudnia 1586) – kardynał prezbiter S. Onofrio
- Pierre de Gondi (18 grudnia 1587) – kardynał prezbiter S. Silvestro in Capite; biskup Paryża
- Andrzej Batory (4 lipca 1584) – kardynał diakon S. Angelo in Pescheria; biskup Warmii
- Hugues Loubenx de Verdalle OSIoHieros (18 grudnia 1587) – kardynał diakon S. Maria in Portico; wielki mistrz zakonu joannitów; prefekt Galer Papieskich
- Charles de Lorraine (20 grudnia 1589) – kardynał diakon S. Agata in Suburra; biskup Metz; legat papieski w Lotaryngii

Pięciu mianował Grzegorz XIII, a czterech Sykstus V.

## Kandydaci
Wyróżniano następujące frakcje w Świętym Kolegium:
- Frakcja hiszpańska – czyli polityczni stronnicy Hiszpanii: Mendoza, Madruzzo, Deza, Tagliavia d’Aragona, Spinola, Marcantonio Colonna, Ascanio Colonna, Gallio, Pelleve, Santori, Rusticucci, Sfondrati, Paleotti, Simoncelli, Facchinetti, Allen, Cusani, Giovanni Vincenzo Gonzaga, Scipione Gonzaga, Andreas von Österreich i Caetani. Odmiennie niż na poprzednich konklawe, tym razem liderem tej partii został kardynał Mendoza, a nie Madruzzo;
- Sykstyńczycy – czyli nominaci Sykstusa V, którym przewodził jego prasiostrzeniec Alessandro Peretti de Montalto. Należeli do tej frakcji kardynałowie Castrucci, Pinelli, Aldobrandini, della Rovere, Bernerio, Galli, Sarnano, Sauli, Pallotta, Morosini, Pierbenedetti, Petrocchini, Matei, Giustiniani, Borromeo, del Monte, Pepoli
- Gregorianie – nominaci Grzegorza XIII, którym przewodził kardynał Sforza. Należeli do tej frakcji Medici, Canani, Salviati, Valeri, Lauro, Lancelotti;
- Sfondratyści – czyli nominaci Grzegorza XIV pod przewodnictwem jego bratanka Paolo Sfondrati: Paravicini, Acquaviva, Farnese, Piatti;
- nominaci Piusa IV – Sitticus von Hohenems (siostrzeniec Piusa IV), Gesualdo i Avalos d’Aragona

Niezrzeszeni pozostawali kardynałowie Bonelli (prasiostrzeniec Piusa V), Joyeuse (protektor Francji) i Radziwiłł (przedstawiciel króla polskiego).
Frakcje te na konklawe zgrupowały się w dwa bloki: prohiszpański, z kardynałem Mendozą na czele, oraz antyhiszpański, z kardynałem Montalto na czele. Jednakże poprzednie konklawe wykazało, że bez poparcia króla Hiszpanii i jego stronników wybór papieża jest niemożliwy. Pomimo że tym razem Filip II Habsburg powstrzymał się od jawnej ingerencji w przebieg obrad, nie było tajemnicą, których kandydatów jest skłonny zaakceptować. Było ich tylko siedmiu: Madruzzo, Santori, Paleotti, Facchinetti, Aldobrandini, Gallio i Colonna. Uważano, że zdecydowanie największe szanse z nich wszystkich ma 72-letni Facchinetti i powszechnie spodziewano się właśnie jego zwycięstwa. W przeciwieństwie do poprzedniego konklawe, tym razem większość kardynałów pogodziła się z koniecznością dostosowania się do życzeń Madrytu.

## Przebieg konklawe
Konklawe rozpoczęło się 27 października. W pierwszym głosowaniu wyniki były następujące:
- Facchinetti – 23 głosy
- Santori – 14
- Paleotti i Salviati – po 12
- Gallio – 10
- Aldobrandini i Madruzzo – po 8

Kandydaci spoza listy Filipa II nie uzyskali zatem większego poparcia. W drugim głosowaniu poparcie dla Facchinettiego wzrosło już do 28 głosów. Obiekcje wobec Facchinettiego zgłaszał sprzyjający Santoriemu kardynał Montalto wraz ze swymi stronnikami, ostatecznie jednak Madruzzo przekonał go do zmiany zdania. Madruzzo wyjaśnił wicekanclerzowi, że Facchinetti i tak ma poparcie wszystkich pozostałych fakcji, więc jeśli nie zgodzi się go poprzeć, zostanie on wybrany bez jego udziału.

## Wybór Innocentego IX
29 października, trzeciego dnia konklawe, jednogłośnie wybrano Giovanni Antonio Facchinettiego na nowego papieża. Elekt przyjął imię Innocenty IX i został koronowany 3 listopada 1591. Było to jedno z niewielu konklawe, w którym zwyciężył kandydat powszechnie uważany za głównego faworyta.

### Uzupełniające źródła internetowe
- The Cardinals of the Holy Roman Church
- Sede Vacante 1591